# Río Concho del Norte
El río Concho del Norte es un río  en el centro occidental de Texas (Estados Unidos) y uno de los tres afluentes del río Concho. El río tiene una longitud de 142 km (88 millas). Los otros dos afluentes son el río Concho del Centro y río Concho del Sur. El río Concho confluye con el río Colorado (en Texas, no debe ser confundido con el Colorado que fluye a través de Arizona y Nevada).

## Curso
El río Concho del Norte nace en el Condado de Glasscock y fluye hacia Sterling City, en el Condado de Sterling, continuando luego hacia Water Valley, Carlsbad, y Grape Creek, en el Condado de Tom Green, alcanzando el lago de San Angelo. Desde el lago, fluye bajo la calle 29 de San Angelo, hasta que confluye con el río Concho del Sur para formar el río Concho, en la calle Bell. Desde 1980, se han invertido 2 millones de dólares para mejorar el entorno urbano del río, y se planea un gasto de otros ocho millones de dólares más.